# DNO (entreprise)
Pour les articles homonymes, voir DNO.
DNO est une entreprise pétrolière norvégienne. Elle est présente dans des gisements pétroliers au Kurdistan irakien, au Yémen, en Oman, aux Émirats Arabes Unis, en Tunisie et en Somalie.

## Actualités
En janvier 2017, la société annonce avoir découvert du pétrole dans la région du Kurdistan irakien. Les dirigeants signalent que le forage Peshkabir-2 a une production estimée à 3 800 barils de pétrole par jour.